# 黑短脚鹎短盘吸虫
黑短脚鹎短盘吸虫（学名：Brachydistomum hypsipetum）为双腔科短盘属的动物。在中国大陆，分布于云南等地，营寄生生活，终末宿主黑短脚鹎以及寄生于胆道。该物种的模式产地在云南。